# Dům na půli cesty
Dům na půli cesty (pochází z anglického pojmu halfway house) a jeho význam a využití ve společnosti se liší v zemích jako jsou Spojené státy, Kanada či Velká Británie. Ve Velké Británii poskytuje pobytové služby zpravidla pro osoby do 26 let věku, které po dosažení zletilosti opouštějí školská zařízení pro výkon ústavní nebo ochranné výchovy, popřípadě pro osoby z jiných zařízení pro péči o děti a mládež, a pro osoby, které jsou propuštěny z výkonu trestu odnětí svobody nebo ochranné léčby. Způsob poskytování sociálních služeb v těchto zařízeních je přizpůsoben specifickým potřebám těchto osob. Domy na půli cesty mají těmto lidem poskytnout podmínky pro úspěšný samostatný start do běžného života.

## Služba sociální prevence
Domy na půli cesty patří do služeb sociální prevence. Pomáhají zabránit sociálnímu vyloučení osob, které jsou ohroženy izolací od společnosti, a to z důvodů:
- Krizové sociální situace, životních návyků, způsobu života, který vede ke konfliktu se společností,
- Sociálně znevýhodňujícího prostředí a ohrožení práv a zájmů trestnou činností jiné osoby.[2]

## Cílová skupina domů na půli cesty
Cílovou skupinou domů na půli cesty jsou mladí lidé, věkem blízcí hranici dospělosti, kteří se ocitnou v takové životní situaci, kterou vnímají jako obtížnou a naléhavou, a nejsou schopni ji řešit vlastními silami ani za pomoci blízkého okolí, život v rodině pro ně není možný.

## Cíl služby
Cílem je pomoci mladým lidem v procesu postupného zapojování do samostatného, běžného života a stát se nezávislými na systému sociální pomoci, popřípadě tuto závislost minimalizovat. 

## Poskytování sociálních služeb
Při poskytování sociálních služeb v domech na půli cesty se zajišťují tyto základní činnosti:
- poskytnutí ubytování
  - ubytování v prostředí, které má znaky bydlení v domácnosti, po dobu zpravidla nepřevyšující 1 rok,
  - vytvoření podmínek pro zajištění úklidu, praní a žehlení osobního prádla, výměny ložního prádla,

- zprostředkování kontaktu se společenským prostředím
  - pomoc při obnovení nebo upevnění kontaktu s rodinou a pomoc a podpora při dalších aktivitách podporujících sociální začleňování osob,
  - podpora a pomoc při využívání běžně dostupných služeb a informačních zdrojů,

- sociálně terapeutické činnosti
  - socioterapeutické činnosti, jejichž poskytování vede k rozvoji nebo udržení osobních a sociálních schopností a dovedností podporujících sociální začleňování osob,
  - aktivity zaměřené na budování a rozvoj pracovních návyků a dovedností nezbytných pro integraci osob na trh práce,

- pomoc při uplatňování práv, oprávněných zájmů a obstarávání osobních záležitostí
  - pomoc při vyřizování běžných záležitostí,
  - pomoc při komunikaci vedoucí k uplatňování práv a oprávněných zájmů

Klienti za ubytování platí a to maximální výši, která je stanovena ve vyhlášce k zákonu o sociálních službách.